# Smallburgh
Smallburgh är en ort och civil parish i Storbritannien.   Den ligger i grevskapet Norfolk och riksdelen England, i den sydöstra delen av landet, 180 km nordost om huvudstaden London. Smallburgh ligger 7 meter över havet och antalet invånare är 518.
Terrängen runt Smallburgh är platt. Runt Smallburgh är det ganska tätbefolkat, med 104 invånare per kvadratkilometer. Närmaste större samhälle är Norwich, 18,7 km sydväst om Smallburgh. Trakten runt Smallburgh består till största delen av jordbruksmark.